# 지속음
지속음은 음성학에서 구강 내에서 완전히 닫히지 않고 생성되는 말소리, 즉 마찰음, 접근음 및 모음이다. 모음은 연속체에 포함되지만 이 용어는 종종 자음에 사용된다. 접근음은 전통적으로 "마찰 없는 연속체"라고 불렸다. 지속음은 파열음, 비음과 같은 폐쇄음과 대조된다.
모음, 접근음, 비음은 포함하지만 마찰음은 포함하지 않는 공명음을 비교하고 둔음과 대조한다.
음운론에서 독특한 특징으로 연속체에는 전동음도 포함된다. 설측 마찰음과 접근음 및 탄음이 연속적인지 여부는 결정적이지 않다.